# Downwash-Flug
Downwash-Flug nennt man ein Flugmanöver mit Hubschraubern, bei dem durch sehr niedrigen Überflug die Vegetation von Niederschlag und ähnlichem befreit wird.

## Grundlagen
Hubschrauber fliegen, indem sie mit dem Rotor einen starken Abwind, englisch [rotor] downwash genannt, erzeugen. Dieser Abwind, der in Bodennähe auch seitwärts gelenkt wird, ist so intensiv, dass ein erwachsener Mensch sich in Nähe eines landenden Helikopters kaum aufrecht halten kann. Er wirbelt auch große Mengen Sand, Schnee und sogar Kleinteile wie Steine und Äste auf. Er kann auch nach oben schlagen und nicht nur zu instabilem Flug führen, sondern auch dem Piloten die Sicht nehmen (bei Schnee White-out genannt), und sogar durch angesaugte Kleinteile die Triebwerke beschädigen. Sehr bodennahes Fliegen (Hovering) gilt daher als extrem riskante Flugsituation.
Den Effekt des Abwindes absichtlich zum großflächigen Abblasen zu verwenden, findet sich schon in den Anfangszeiten des Hubschrauberfliegens in den 1940ern, und zwar im Agrarflug. Vertretbar sicher eingesetzt werden kann das Flugmanöver aber erst mit modernen Hubschraubern, die über elektronische Einrichtungen für die punktgenaue Flugstabilisierung oder Blindflug verfügen und auf Tiefflugtauglichkeit optimiert sind.

## Anwendung
Zum Einsatz kommt als Manöver als Notfallmaßnahme:
- im Agrarflug:
  - bei speziellem Bodenfrost, wenn etwas oberhalb warme Luftströmungen vorhanden sind; die Durchmischung kann dann akute Frostschäden verhindern;[5] die FAO empfiehlt dabei Flughöhen von 20–30 m und Geschwindigkeiten von 8–40 km/h; die Flächen-Überdeckung liegt bei geschätzt grob 20–40 Hektar je Hubschrauberflug.[5]
  - zum Trocknen von Kirschen-Kulturen und ähnlichen sensiblen Früchten nach Regen, damit sie bei nachfolgender starker Sonne keine Brandflecken durch die Tropfen bekommen, die auf den Blättern haften (Lupeneffekt). Das wird beispielsweise in den USA gemacht.[4][6]
- bei Starkschneeereignissen: Hier werden die Bäume entlang von Straßen-, Bahntrassen oder Stromleitungen abgeblasen, wenn besondere Gefahr von Schneebruch durch große Schneemengen von Nassschnee in den Kronen besteht. Das gilt wegen der meist allgemein schwierigen winterlichen Flugbedingungen und insbesondere dem Whiteout als hochriskant und kommt daher nur in Krisen- und Katastrophenfällen zur Anwendung. Bekannt wurde diese Methode beispielsweise beim Starkschneefall in den Alpen im Januar 2019. Das österreichische Bundesheer flog im Rahmen des Zivilschutz-Assistenzeinsatzes zahlreiche Downwash-Einsätze mit den dafür gut geeigneten S-70 Blackhawk.[7]